# George Abela
George Abela (maltès: Ġorġ Abela)  (Ħal Qormi, 22 d'abril de 1948) és un polític maltès, President de Malta des del 2009. Va assistir a l'escola primària local en Qormi, i al Liceu Hamrun. En 1965 es va matricular en la universitat de Malta, on va obtenir el seu grau de Bachelor of Arts. Va continuar els seus estudis i va esdevenir notari, i el 1975 es va graduar com a advocat. Va ser immediatament contractat per la Unió General de Treballadors com un consultor jurídic i va treballar dins de la unió durant 25 anys el que li genero l'obtenció d'una considerable experiència en el dret laboral.